# Tvardița
Tvardíța este un oraș în partea de sud-est a Republicii Moldova, în Raionul Taraclia. Este reședința comunei omonime. Populația este formată majoritar din bulgari. La 28 martie 2013, Parlamentul Republicii Moldova a aprobat legea cu privire la acordarea statutului de oraș pentru localitatea Tvardița.
În domeniul industrial activează două fabrici de vinuri și de divinuri, o fabrică de mezeluri și una de produse farmaceutice. În localitate sunt peste 700 de locuri de muncă și 45 de agenți economici. Tvardița are un liceu teoretic frecventat de 570 de elevi, un gimnaziu cu 230 de elevi, o filială a Colegiului de muzică „Ștefan Neaga”, două grădinițe, un centru de reabilitare pentru copii, o casă de cultură, o școală de arte.
În Tvardița sunt peste șase mii de locuitori. Orășelul este asigurat în totalitate cu gaze naturale, iar 95% din case sunt conectate la: apeduct, telefonie fixă și internet.

## Istorie
Tvardița a fost întemeiată în anul 1830 de coloniști care au părăsit Rumelia otomană. 
Bulgaria de azi a fost cucerită de otomani la sfârșitul sec. al XIV-lea și administrată de ei. Bulgarii au trăit sub o stăpânire dură, până când Imperiul rus a reușit să se afirme tot mai mult în regiunea Mării Negre în sec. al XVIII-lea. Războaiele ruso-turce din sec. XVIII-XIX i-au afectat de bulgarii obișnuiți, obligând pe unii din ei să caute refugiu în Țara Moldovei. Cel mai important val de refugiați bulgari a avut loc în prima jumătate a sec. al XIX-lea.

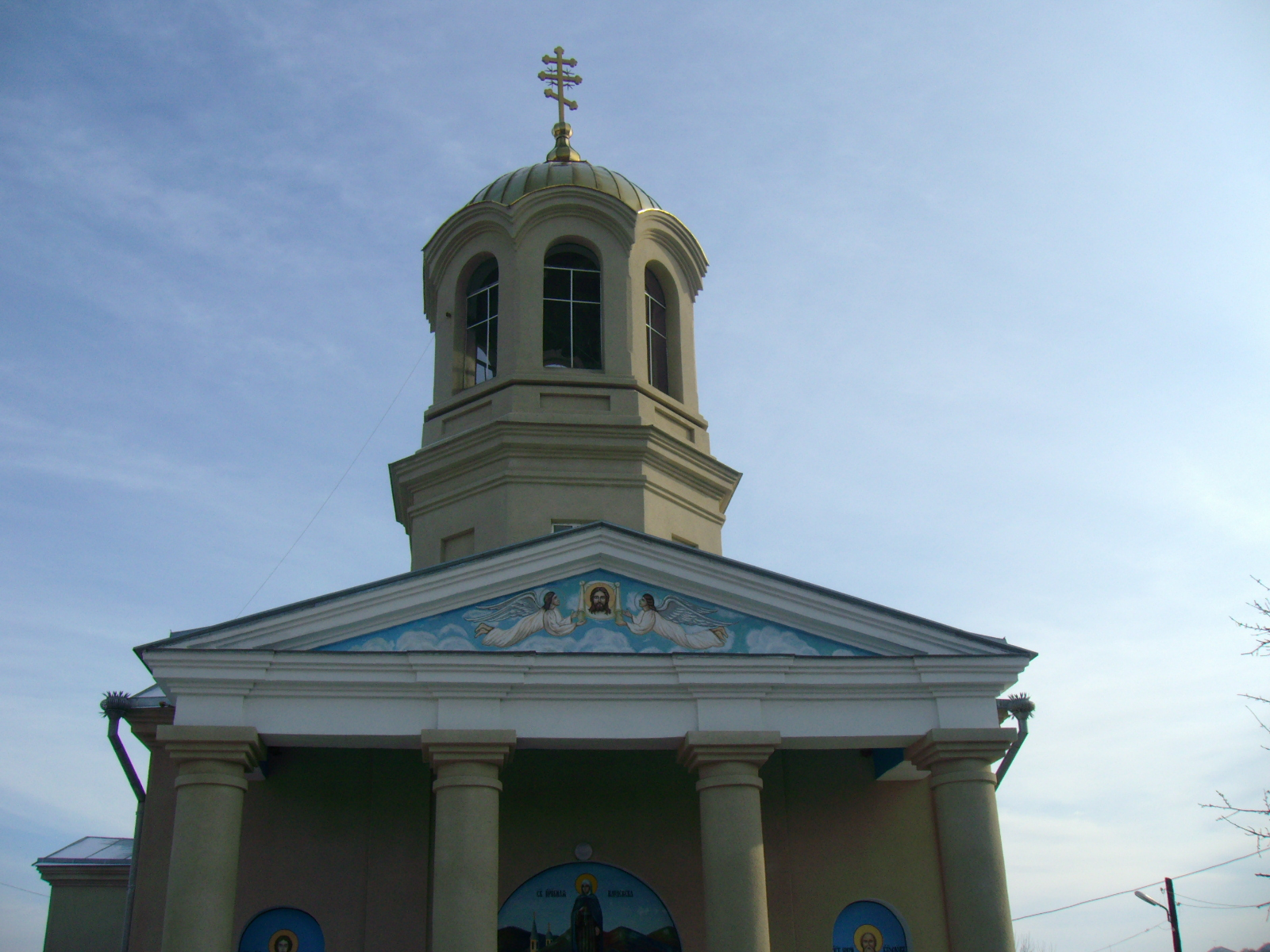
Biserica „Cuvioasa Parascheva” din localitate

În urma semnării Tratatului de pace de la București din 1812 dintre Turcia și Rusia, jumătatea estică a Țării Moldovei a fost anexată de ruși, hotarul dintre ele fiind trasat pe linia râului Prut (otomanii încălcând capitulațiile încheiate cu voievozii români). Drept urmare, noul teritoriu luat de Imperiul rus s-a numit "Basarabia". În sudul provinciei țariste Basarabia (mai precis, Bugeacul) s-au adunat coloniștii bulgari, profitând de spațiul părăsit de tătari și rămânând supuși administrației generalului rus Inzov, delegat de autoritățile centrale de la Sankt Petersburg. În timpul războiului ruso-turc din 1828-1829, bulgarii din Imperiul otoman au oferit sprijin corpurilor de armată rusești care se băteau cu turcii (sperând zadarnic la crearea rapidă a unui stat bulgar liber), ceea ce a grăbit victoria rusească. Totuși, din această cauză, bulgarii s-au temut să fie pedepsiți de otomani, așa că au trimis o petiție împăratului Nicolae I, cerând permisiunea de a se muta pe pământurile lui. Diplomații ruși au negociat cu autoritățile imperiale de la Istanbul, reușind să le ofere răgaz bulgarilor 18 luni pentru a-și vinde pământurile pe care le aveau în Rumelia, apoi să migreze.
În 1830, în regiunea Silistra de lângă Dunăre s-au adunat 250 de căruțe încărcate, pe care bulgarii aveau să le traverseze peste fluviu, beneficiind de protecția trupelor căzăcești. Odată ajunși dincolo de Dunăre, s-au așezat la: Ceadâr-Lunga, Tvardița și Bolgrad.
Coloniștii bulgari s-au îndeletnicit cu agricultura. În 1832, la Tvardița existau 128 de familii, în 1848 crescând la 143. Între timp, Episcopia ortodoxă din Chișinău a dat voie bulgarilor din zonă să construiască o biserică de piatră, sfintele liturghii continuând să fie celebrate acolo și în perioada sovietică (când religia a fost interzisă).
6 bulgari din Tvardița s-au oferit voluntari în Războiul ruso-româno-turc din 1877-1878. Cu prilejul Primului război mondial, localitatea a pierdut 150 de oameni, iar alți 170 au fost răniți. Când sovieticii au luat din nou Basarabia de la Regatul român și au redesenat hotarele administrative din U.R.S.S. (întâi în 1940, apoi în 1944), Tvardița a ajuns în componenta R.S.S. Moldovenești, iar din 1991 a rămas Republicii Moldova. Din 1998 până în 1999 a făcut parte din județul moldovenesc Cahul.

## Demografie

### Structura etnică
Structura etnică a orașului, conform recensământului populației din 2004:
| Grup etnic       | Populație | % Procentaj |
| ---------------- | --------- | ----------- |
| Bulgari          | 5.396     | 91,73%      |
| Moldoveni/Români | 138       | 2,34%       |
| Găgăuzi          | 131       | 2,22%       |
| Ruși             | 92        | 1,56%       |
| Ucraineni        | 73        | 1,24%       |
| Țigani           | 39        | 0,66%       |
| Alții            | 13        | 0,22%       |
| Total            | 5.882     | 100%        |

## Administrație și politică
Componența Consiliului local Tvardița (13 consilieri), ales la 5 noiembrie 2023, este următoarea:
|  | Partid                                        | Consilieri | Componență | Componență | Componență | Componență | Componență | Componență | Componență | Componență | Componență |
|  | --------------------------------------------- | ---------- | ---------- | ---------- | ---------- | ---------- | ---------- | ---------- | ---------- | ---------- | ---------- |
|  | Partidul Socialiștilor din Republica Moldova  | 9          |            |            |            |            |            |            |            |            |            |
|  | Partidul Dezvoltării și Consolidării Moldovei | 4          |            |            |            |            |            |            |            |            |            |

## Obiective turistice

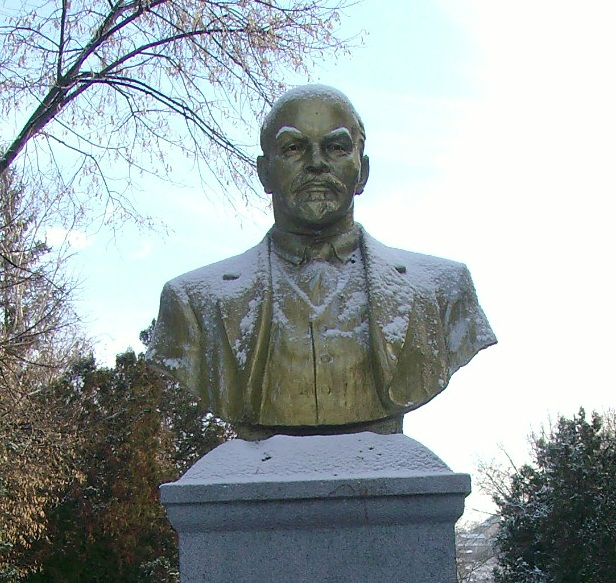
Bustul lui Lenin din Tvardița

- Ansamblul arhitectural al bisericii „Sf. Parascheva”, cu 3 icoane ale sfintei patroane aflate în parcul localității.
- Muzeul Local „Lore” din clădirea Palatului Culturii.
- Monumentul pentru comemorarea celei de-a suta aniversare a fondării așezării, aflat în parcul central.
- Monument pentru comemorarea celei de-a suta cincizecea aniversare (transformată în cea de-a sută optzeci și cincea aniversare) a fondării așezării, aflat în grădina din apropierea bisericii.
- Clădirea fostei Case de Cultură, acum parțial ocupată de biblioteca publică a orașului.
- Capela din apropierea izvorului Cișmea, la periferia sudică a localității.
- Peștera călugărului-pustnic Alexandr Papurov, care a săpat-o cu o lingură de aluminiu la mijlocul secolului al XX-lea (potrivit martorilor).

## Personalități

### Născuți în Tvardița
- Gheorghi Kalinkov (1860–1926), deputat, diplomat, consilier municipal bulgar și primar al Sofiei în perioada 1918-1920
- Ignati Kazakov (1891–1938), medic și om de știință medical sovietic
- Ivan Zabunov (1948–2020), politician moldovean de etnie bulgară